# Herbert Denzler
Herbert Denzler (* 7. Januar 1926 in Werben; † 19. April 2015) war ein deutscher Diplomat. Er war Botschafter der DDR in den Republiken Sudan, Ghana, Liberia und Somalia.

## Leben
Denzler, Sohn eines Arbeiters, erhielt nach dem Besuch der Volksschule bei der Deutschen Reichsbahn eine Ausbildung zum Eisenbahn-Assistenten und arbeitete anschließend im Beruf. Ab Januar 1944 leistete er als Matrose Kriegsdienst in U-Boot-Einheiten der Kriegsmarine.
Nach dem Zweiten Weltkrieg 1945 arbeitete er in der Verwaltung der Deutschen Reichsbahn. Im Jahr 1949 wurde er Mitglied der SED und kommunalpolitisch als Bürgermeister tätig. Von 1958 bis 1965 war er erster Stellvertreter des Vorsitzenden des Rates des Kreises Hettstedt und von 1965 bis 1972 Vorsitzender des Rates des Kreises Naumburg. Von 1959 bis 1963 studierte er an der Deutschen Akademie für Staats- und Rechtswissenschaft in Potsdam-Babelsberg mit dem Abschluss als Diplom-Staatswissenschaftler. 
Ab 1972 war er im Ministerium für Auswärtige Angelegenheiten der DDR (MfAA) tätig. Vom 22. September 1973 bis Oktober 1977 war er Botschafter der DDR in der Republik Sudan (Nachfolger von Kurt Böttger), danach Mitarbeiter im MfAA. Vom 11. Februar 1981 bis Juni 1984 war er Botschafter in Ghana (Nachfolger von Horst Hähnel) und vom 31. Juli 1981 bis 1984 zweitakkreditiert in Liberia sowie vom 10. Dezember 1981 bis 1984 im Togo. Vom 19. Dezember 1984 bis 1987 fungierte er als Botschafter der DDR in Somalia (Nachfolger von Lothar Lappe).

## Auszeichnungen
- Verdienstmedaille der DDR